# モシェ・ワインバーグ

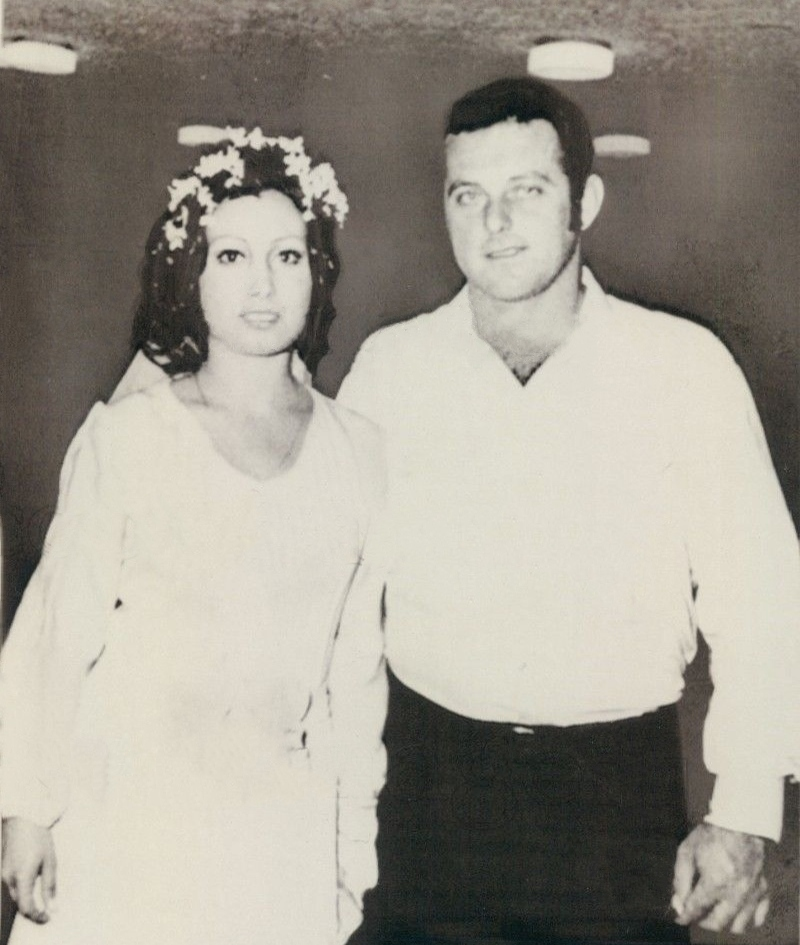
モシェ・ワインバーグと妻の写真（1971年）

モシェ・ワインバーグ（Moshe Weinberg, or Weinberger 1939年9月19日 - 1972年9月5日）は、イスラエルのレスリング選手、コーチ。選手としてはユース時代、シニアになった後8年間イスラエルチャンピオンであり続けた。1972年のミュンヘンオリンピック事件で殺害された。

## 経歴
1972年ミュンヘンオリンピックにイスラエル代表のレスリングコーチとして彼は参加していた。9月5日の早朝、パレスチナゲリラの黒い九月が選手村の宿舎に侵入、まずコーチである彼の建物に侵入、もみ合いの末彼は捕らえられた。
他のイスラエル人が居住する建物への案内を強制された彼は、スリムなフェンシング選手、射撃競技選手、陸上競技選手の居住する建物ではなく、ウェイトリフティング選手、レスリング選手のいる建物にテロリストを連れていけば彼らを逆に制圧できるチャンスが大きいと考えたと見られるが、6人の選手が居住する建物もテロリストに制圧されてしまった。
選手達がコーチのアパートへと連れ戻される途中で負傷していた彼は、テロリストの1人に飛びかかり1人を一時制圧した。その隙にGad Tsobariが地下の駐車場へ脱出に成功した。しかしワインバーグはテロリストにマシンガンで撃たれて最初の犠牲者となり、遺体は放置された。
2005年に公開された映画『ミュンヘン』では、彼の息子が父親の役を演じた。